# Yang Houlan
Yang Houlan zh:杨厚兰 es un diplomático de carrera chino.
De 1994-1995 fue Primer Secretario de embajada en Yakarta, Indonesia.
De 1995-1997 fue director del Departamento Político en el ministerio de Relaciones Exteriores en Beijing.
De 1997-1999 fue Primer Secretario, Director
De julio a agosto de 1998 fue líder del equipo de observadores electorales de Camboya
De noviembre de 1998 a agosto de 1999 fue cursante de la Universidad Nankai cursos de posgrado en la economía mundial.
De 1999-2000 obtuvo la maestría de la Escuela de Asuntos Internacionales Elliott.
De 2000-2006 fue consejero de embajada en Seúl.
De marzo de 2007 hasta abril de 2009 fue embajador en Kabul Afganistán.
De diciembre de 2009 - 2011 Enviado Especial de China para asuntos de la península coreana en el Ministerio de Relaciones Exteriores en Beijing.
Del 20 de junio de 2011 a 2013 fue embajador en Katmandú, Nepal y representante ante la Asociación Sudasiática para la Cooperación Regional.
Desde el marzo de 2013 es embajador en Naipyidó, Myanmar.
Sus papeles anteriores incluyen:
- Experto de Seguridad Regional en el Ministerio de Asuntos Exteriores
- Se sirvió en las misiones chinos en Seúl y Pyongyang.